# Jimmy Kirunda
James "Jimmy" Kirunda (ur. 1950 – zm. 25 maja 2020) – ugandyjski piłkarz grający na pozycji środkowego obrońcy. W swojej karierze grał w reprezentacji Ugandy.

## Kariera klubowa
Swoją karierę piłkarską Kirunda rozpoczął w klubie Express FC, w którym zadebiutował w 1968 roku i w którym grał do 1969 roku. W 1970 roku przeszedł do Kampala City Council. Występował w nim do 1979 roku. Dwukrotnie został z nim mistrzem kraju w sezonach 1976 i 1977 oraz zdobył Puchar Ugandy w sezonie 1979. W latach 1979–1980 grał w emirackim Abu Dhabi SC.

## Kariera reprezentacyjna
W reprezentacji Ugandy Kirunda zadebiutował w 1974 roku. W tym samym roku powołano go do kadry na Puchar Narodów Afryki 1974. W tym turnieju zagrał w trzech meczach grupowych: z Egiptem (1:2), z Wybrzeżem Kości Słoniowej (2:2) i z Zambią (0:1).
W 1976 roku Kirunda był w kadrze Ugandy na Puchar Narodów Afryki 1976. Zagrał w nim w trzech meczach grupowych: z Etiopią (0:2), z Egiptem (1:2) i z Gwineą (1:2).
W 1978 roku Kirunda został powołany do kadry na Puchar Narodów Afryki 1978. W tym turnieju zagrał w pięciu meczach: grupowych z Kongiem (3:1), z Tunezją (1:3) i z Marokiem (3:0), półfinałowym z Nigerią (1:2) i w finałowym z Ghaną (0:2). Z Ugandą wywalczył wicemistrzostwo Afryki. W kadrze narodowej grał do 1978 roku.